# آنکون
آنکه‌فِین (به هلندی: Ankeveen) یک منطقهٔ مسکونی در هلند است که در ویده‌میرن واقع شده‌است. آنکه‌فین ۱٬۵۱۵ نفر جمعیت دارد.